# Eshu
|  | Tag     | Montag                                   |
|  | Farben  | Schwarz und Rot                          |
|  | Zahlen  | 1, 3 und 7                               |
|  | Element | Feuer und Erde                           |
|  | Symbol  | Ogó (phallischer Stab)                   |
|  | Tiere   | Hahn, Ziege, Afrikanische Riesenschnecke |

Eshu (Èṣù, Exú, ) Èṣù  ist eine Orisá, eine Gottheit. In der Yoruba-Sprache bedeutet Exu „Sphäre“ und bezeichnet das natürliche Prinzip von allem: Der Eshu ist der Anfang, der Ausgangspunkt, die Geburt und die Kraft der Schöpfung. Die Balance des Universums ist im Glauben der Yoruba negativ, was in diesem Fall jedoch nicht gleichzeitig etwas Böses bedeutet. Exu meint den ersten Schritt und verkörpert die anfängliche lebenserzeugende Zelle. Es ist das Sein, das erzeugt das Unendliche, den Erstgeborenen, Herrn der Wege, der Straßen, der Zugänge gewährt und verbietet. Èṣù ist eine prominente Urgottheit (ein delegierter Irúnmọlẹ̀, der vom Olódùmarè geschickt wurde), der von Ìkọ̀lé Ọ̀run abstammt und der Hauptdurchsetzer der Natur- und Göttlichkeitsgesetze ist – er ist die Gottheit, die für die Strafverfolgung und Ordnung verantwortlich ist. Da sich die Religion auf der ganzen Welt verbreitet hat, hat sich der Name dieser Orisha an verschiedenen Orten geändert, aber die Überzeugungen bleiben ähnlich. Trotz des identischen Namens sollte es nicht mit dem Exus von Umbanda, (auch „exus catiços“ genannt) verwechselt werden, die eine andere Kosmologie haben. Exú wird in Candomblé als Gottheit und in Umbanda als Geist verehrt.
In vielen Ländern wird Exu als ein Orixá von mehreren und widersprüchlichen Aspekten wahrgenommen, was es schwierig macht, es auf kohärente Weise zu definieren. In Candomblé ist Exu der Bote Orixá, ein Vermittler zwischen Menschen und Gottheiten: Aus diesem Grund wird nichts ohne ihn und ohne Opfergaben an ihn und andere orixá getan. Exu  ist aber auch der Hüter der Außenseite von Tempeln, Häusern, Städten, Straßen, Türen und Wegen.  Es ist auch eng mit Pfaden und insbesondere mit Kreuzungen verbunden. Exu ist subtil, er ist am gerissensten unter allen Orixás des afrikanischen Pantheons wegen seiner vielfältigen Funktionen und Qualitäten, was oftmals zu Fehlinterpretationen und ungünstigen Situationen führte. Trotzdem weiß er, wie man am besten aus jeder Situation herauskommt, sie transformiert oder untergräbt. Exu ist der Hüter von Axé, der göttlichen Kraft, aus der Olódùmaré (Òlorùn) das Universum erschuf und die Ordnung oder die universellen Gesetze aufrechterhielt. Exú ist reine Aktion. Exu kann Konflikte erstellen und lösen. Exu repräsentiert auch die Ordnung; er hält den Gleichgewicht durch Inspektion, Überwachung, ohne Ausnahme, so dass die Ordnung und die Gesetze des Universums erfüllt und aufrechterhalten werden, und folglich werden diejenigen bestraft, die Unordnung verursachen.
Zu Beginn der Zeit wurde eine Verteilung der Kräfte vorgenommen, bei der die Orixás auf ein sauberes Feld gingen und auf die Verteilung der Kräfte warteten, die vom Òrun (Himmel) ausgehen würden. Es war ein echter Kampf, die maximalen Kräfte zu ergreifen. Natürlich haben die schnellsten am meisten gewonnen. Exu nutzte Klugheit, Beweglichkeit, Geschwindigkeit und körperliche Stärke und übernahm das meiste davon. Er ist einer der hartnäckigsten und zögerte nicht, jemanden zu drängen, der ihm nahestand. Aus diesem Grund übernahm er einen großen Teil der Befugnisse, darunter den Hüter der Àse (Axé) von Olódùmarè und den Träger der Votivgaben. In Anbetracht dessen begannen die Òrisà (Orixás) und die Menschen von nun an, ihn mit besonderem Respekt zu behandeln und versuchten, nicht sein Feind zu werden. Exu ist ein „írísà“ mit mehreren Funktionen; unter ihnen das, Menschen auf die Probe zu stellen. Er ist der Aufseher des menschlichen Verhaltens und der Informant von Olórun Olódùmarè. Daher ist er vollständig an die Grenzen von Leben und Tod (Eguns) gebunden, Exu ist ein „írísà“ mit mehreren Funktionen; unter ihnen das, Menschen auf die Probe zu stellen.
Eshu öffnet die Türen und schließt sie; er ist sein eigener Meister; er ist in der Entstehung, in der Geburt und im Tod vorhanden. Er ist verantwortlich für die Aufrechterhaltung des Gleichgewichts und die Wiederherstellung der Ordnung aller vorhandenen Dinge. Er ist dafür verantwortlich, Wege für die Rückkehr der Seele für einen neuen Körper zu öffnen. Exu ist der Gatekeeper oder Hüter dieser Domäne. Im Reich der Toten ist er es, der den Durchgang der Eguns zu den Körpern der Kinder erlaubt, die geboren werden. Exu ist der Agent der Magie (oder Heka (ägyptische Mythologie)), weil er das bewegt, was wir von Axé wissen. Das ist die Kraft, die alles macht, was in der Welt der dichten Formen und in der Welt der subtilen Formen existiert. Exu ist eng mit Omolu, Xangô und Oyá verbunden. „Exu macht den Fehler zum Treffer und der Treffer zum Fehler“. „Mit einem Stein den er Heute geworfen hat, tötete Exu Gestern einen Vogel“. ( Yoruba Sprüche)